# London (Ohio)
London è una località degli Stati Uniti d'America, capoluogo della contea di Madison, nello Stato dell'Ohio.